# Rodniki (raïon Ramenski)
Cet article concerne la commune du raïon de Ramenski. Pour la commune du raïon de Rodniki dans l'oblast d'Ivanovo, voir Rodniki.
Rodniki (en russe : Родники) est une commune urbaine située dans le raïon Ramenski et l'oblast de Moscou, en Russie. Population : 5 227 (2010); 3 741 (2002) 4 068 (1989).